# Max Kulke
Max Kulke (* 10. November 2000 in Wiesa) ist ein deutscher Fußballspieler. Der Mittelfeldspieler spielt zurzeit Halleschen FC.

## Karriere

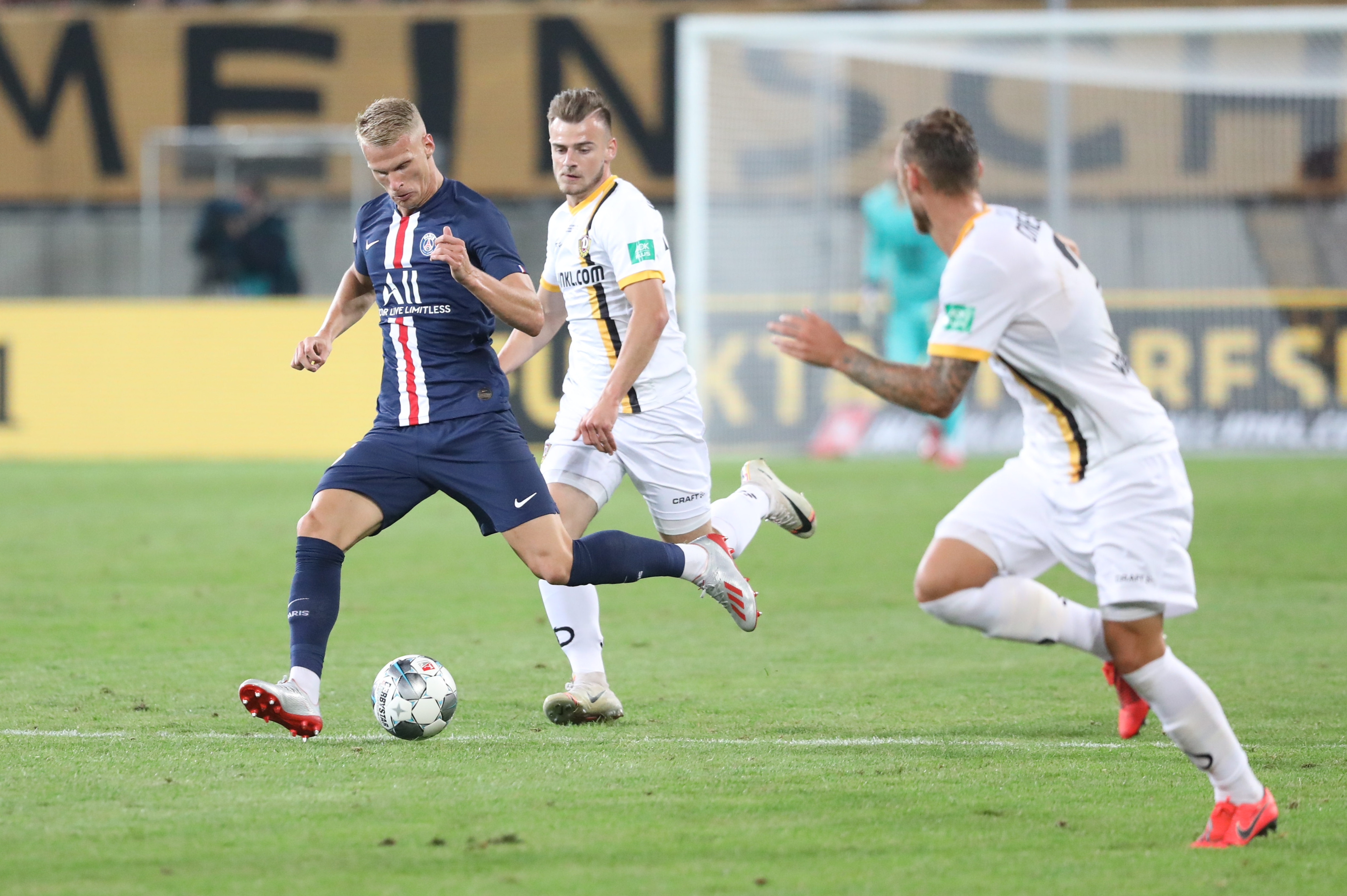
Kulke im Zweikampf mit Mitchel Bakker beim Testspiel von Dynamo Dresden gegen Paris Saint-Germain im Juli 2019

Kulke begann das Fußballspielen in seinem Heimatort Wiesa beim SV Aufbau Kodersdorf, bevor er sich aufgrund des DFB-Stützpunktes Niesky-Görlitz dem FV Eintracht Niesky anschloss. 2013 wechselte er in das Nachwuchsleistungszentrum von Dynamo Dresden, wo er in der Folge sämtliche Jugendmannschaften durchlief.

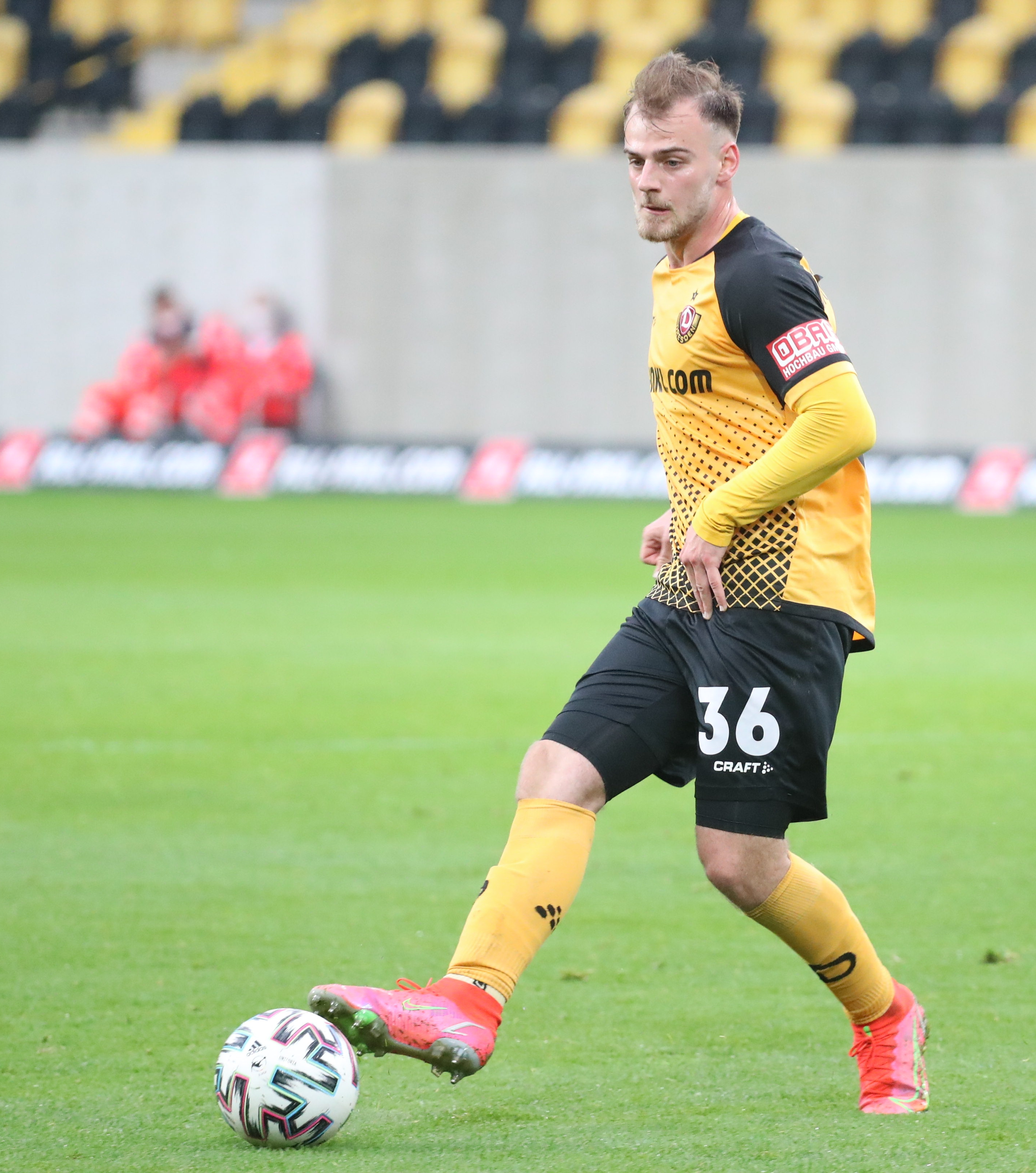
Kulke im Viertelfinale des Sachsenpokals im Mai 2021

Zur Saison 2018/19 unterzeichnete er beim Verein einen Zweijahresvertrag, mit dem er Bestandteil des Kaders der Zweitligamannschaft wurde. Gleichzeitig stand er auch im Kader der A-Junioren-Bundesligamannschaft. Seinen ersten Pflichtspieleinsatz in der Profimannschaft absolvierte er unter Trainer Maik Walpurgis am 23. Februar 2019, dem 23. Spieltag der Saison 2018/19, bei der 0:2-Niederlage gegen den SV Darmstadt 98. Kulke stand in der Startaufstellung und wurde zur Halbzeit ausgewechselt. Ab der Saison 2019/20 war er vor allem als Ersatzspieler Teil des Kaders der Dresdner und kam zu sporadischen Einsätzen als Einwechselspieler.
Im Januar 2022 wechselte Kulke leihweise zum ZFC Meuselwitz in die Regionalliga Nordost. In der Rückrunde der Saison 2023/23 kam er zu 17 Einsätzen in der Regionalliga Nordost. Nach dem Ende seiner Leihe kehrte nach Dresden zurück, wo er in der Saison 2022/23 zu insgesamt 19 Ligaspielen kam, bei denen er zwei Torvorlagen leistete. Sein zum Saisonende auslaufender Vertrag in Dresden wurde nicht verlängert, ab Sommer 2023 war Kulke daher zunächst vereinslos.
Ende Januar 2024 unterzeichnete er einen Vertrag bei der VSG Altglienicke. In der Regionalliga Nordost kam er in der Rückrunde zu 19 Einsätzen, bei denen er ein Tor erzielte und ein weiteres Tor vorbereitete. Nach einem halben Jahr Altglienicke wechselte er im Sommer 2024 zum Drittligaabsteiger Hallescher FC.